# جغرافیای مقدونیه شمالی
مَقدونیه کشوری است در جنوب شرقی اروپا و شمال یونان. این جمهوری در سال ۱۹۹۱ از یوگسلاوی پیشین مستقل شد. پایتخت آن شهر اسکوپیه است و از شهرهای مهم دیگر آن شهر اوهرید، بیتولا و استروگا است.
بیشتر کشور مقدونیه را فلاتی با ارتفاع ۶۰۰ تا ۹۰۰ متر تشکیل می‌دهد. رودخانه واردار این کشور را به دو قسمت تقسیم می‌کند و در راه خود از وسط پایتخت (اسکوپیه) عبور می‌کند و در انتها به دریای آگن در نزدیکی شهر دسالونیکی یونان سرازیر می‌شود. دریاچه‌های مهم این کشور آورید و پرسپا هستند که در جنوب شرقی مقدونیه قرار دارند. دریاچه آورید عمیقترین و پرسپا بزرگ‌ترین دریاچه منطقه بالکان هستند. در قسمت شمال غربی هم کوه‌های سار پلانینا مرز مقدونیه و کوزوو را مشخص می‌کنند که بلندترین قله آن با ارتفاع ۲۷۵۰ متر بلندترین نقطه مقدونیه نیز هست. پارکهای ملی مقدونیه عبارت‌اند از پلیستر (غرب بیتولا)، گالیسیکا (بین دریاچه‌های آورید و پرسپا) و ماوروو (بین شهرهای آورید و تتوو).

## شناسه‌های جغرافیایی مقدونیه
- مساحت کل: ۲۵٬۷۱۳ کیلومتر مربع
- مساحت خشکی: ۲۴٬۸۵۶ کیلومتر مربع
- مساحت آبی: ۴۷۷ کیلومتر مربع
- کشورهای همسایه: آلبانی – بلغارستان – یونان – صربستان
- میزان راه مرزی کل: ۷۴۸ کیلومتر
- میزان مرز با کشورهای مرزی: آلبانی ۱۵۱ کیلومتر – بلغارستان ۱۴۸ کیلومتر– یونان ۲۲۸ کیلومتر – صربستان ۲۲۱ کیلومتر
- آب و هوا: گرم – تابستانها و پاییزهای گرم و خشک و زمستانهای سرد با بارش سنگین برف
- وضعیت زمینها: زمینهای کوهستانی با رودخانه‌ها و دره‌های عمیق – سه دریاچه بزرگ – با رودخانه واردار به دو بخش تقسیم شده‌است.
- انواع زمینها: زمینهای کشاورزی ۲۵٪ - چراگاه ۲۵٪ - جنگل ۴۰٪ -زمینهای دیگر ۱۰٪
- پست‌ترین نقطه: رودخانه واردار (۵۰ متر بلندتر از سطح دریا)
- بلندترین نقطه: کوه گولم کوراب (۲۷۵۳ متر بلندتر از سطح دریا)
- معادن طبیعی: کروم – سرب – روی – منگنز – تنگستن – نیکل – سنگ آهن – گوگرد
- مشکلات محیطی: آلودگی هوا توسط کارخانه‌های ریخته‌گری